# Kim Mickle
Kim Mickle, född 28 december 1984, är en friidrottare från Australien. Hon deltog vid olympiska sommarspelen 2012 och olympiska sommarspelen 2016.